# Bulbophyllum warianum
Bulbophyllum warianum är en orkidéart som beskrevs av Rudolf Schlechter. Bulbophyllum warianum ingår i släktet Bulbophyllum och familjen orkidéer. Inga underarter finns listade i Catalogue of Life.